# Krzesiny

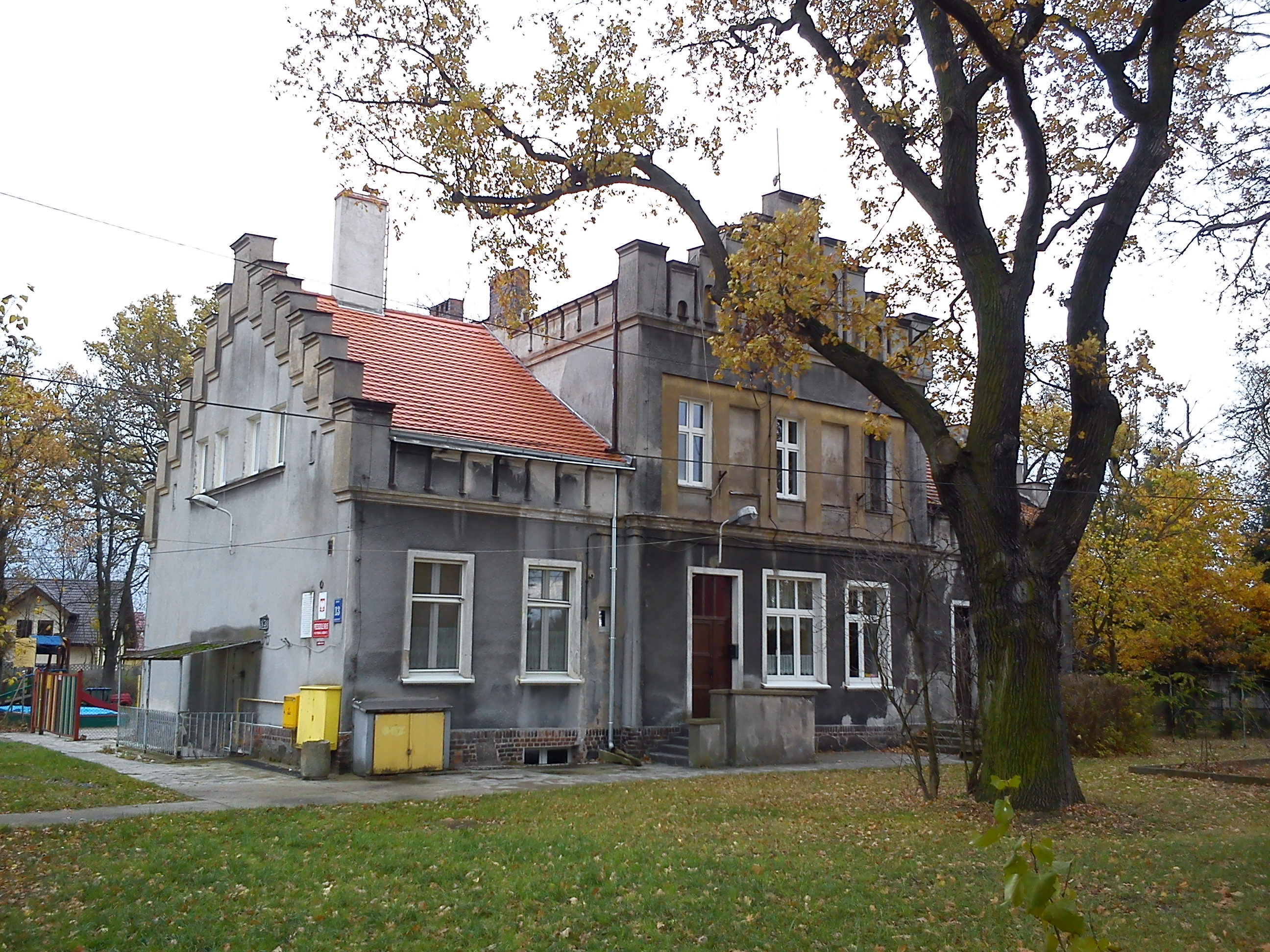
Dwór na Krzesinach

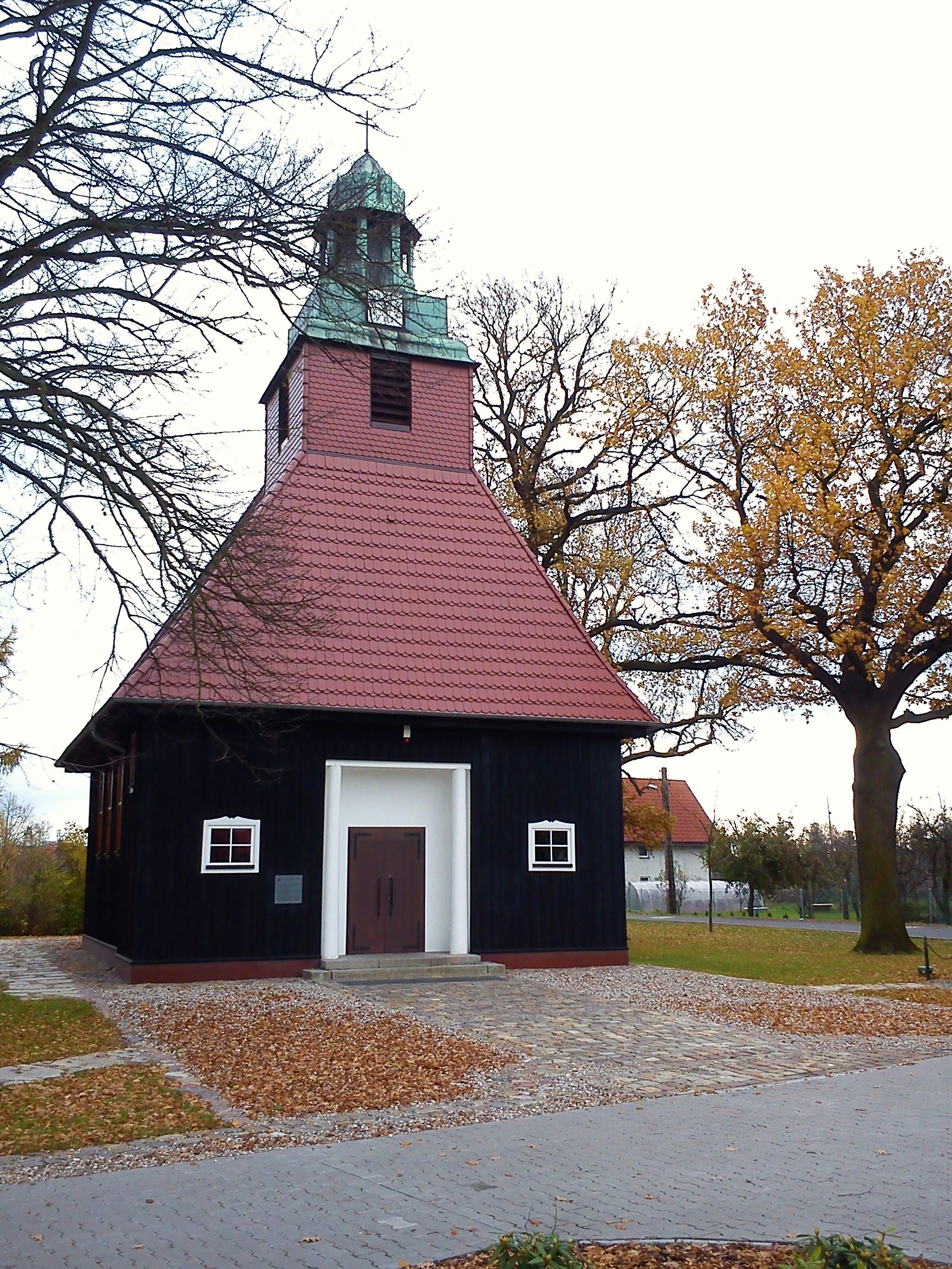
Kościół Matki Bożej Królowej Polski na Krzesinach

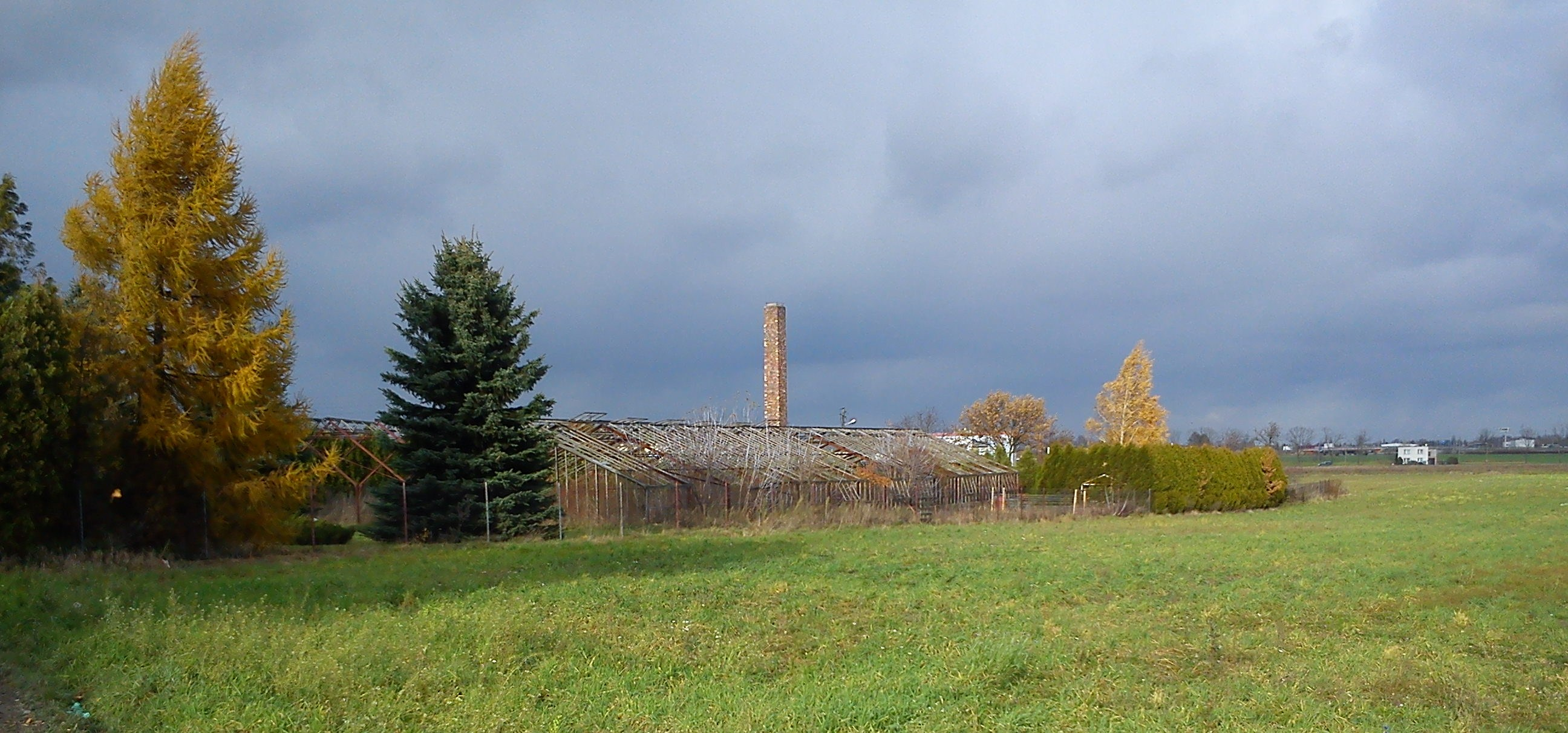
Krajobraz Krzesin

Krzesiny – niewielka południowo-wschodnia część Poznania, w obrębie osiedla samorządowego Krzesiny-Pokrzywno-Garaszewo.

## Historia
Na południowym brzegu Spławki w Krzesinach istniały dwie osady z wczesnego okresu epoki żelaza. Starsza datowana jest na lata 700–550 p.n.e., a młodsza na lata 550–350 p.n.e. Z pierwszej osady odsłonięto trzy ziemianki, siedem jam zasobowych, dwa piece, cztery ogniska, cztery paleniska i trzynaście dołów po słupach. Znaleziono tu m.in. szpilę brązową (fragment) i przedmioty krzemienne. Z drugiej osady odsłonięto fragmenty trzech półziemianek mieszkalnych, dwa paleniska, pięć dołów po słupach i 61 jam różnego przeznaczenia. Znaleziono tu m.in. naszyjnik brązowy. W tym rejonie zlokalizowano również grób kultury łużyckiej. Na terenie Krzesin istniała też osada z kultury pomorskiej (ok. 400 lat p.n.e.).
Dawna wieś szlachecka, występująca w dokumentach od 1294 (w 1510 zapisywana jako Crzessyny). Znajdowała się albo na południe od Spławki, albo na północnym brzegu Krzesinki. W 1294 była własnością Mirosława Przedpełkowica, kasztelana bnińskiego, brata Mikołaja, wojewody kaliskiego i właściciela Głuszyny. W końcu XIV wieku była podzielona na kilka części. Jedną z nich posiadał w latach 1398–1403 rajca poznański Wojtek Bogaty. W XV wieku byli tutaj notowani sołtysi.
Wieś szlachecka położona była w 1580 w powiecie poznańskim województwa poznańskiego.
W obecnym miejscu lokowana w XIX wieku. W 1900 Komisja Kolonizacyjna zakupiła teren od Antoniego Raczyńskiego i zbudowała tu niewielkie osiedle domków dla osadników niemieckich (kilkanaście rodzin, głównie z Westfalii). Podczas okupacji przyłączona przez Niemców w 1942 do Poznania. W nocy z 22 na 23 listopada 1940, przy kościele, odbyła się krwawa Akcja krzesińska, związana z groźbami wobec władz okupacyjnych. W 1945 przywrócono tu polskie nazwy ulic, ze szczególnym uwzględnieniem imion wywodzących się od nazw miejscowości małopolskich (np. Ropczycka, Sanocka lub Niżańska). Szkołę podstawową reaktywowano 5 marca 1945. Ponownie włączona w granice miasta od 1951. Do końca 1950 miejscowość była siedzibą gminy Krzesiny.
W 1994 utworzono jednostkę pomocniczą miasta Osiedle Krzesiny-Pokrzywno-Garaszewo.

## Historia nazwy Krzesiny
| rok  | nazwa                  |
| ---- | ---------------------- |
| 1364 | Krzesin                |
| 1395 | Czressino              |
| 1402 | Krzeszini              |
| 1423 | Crzessyni              |
| 1426 | Krzesyni               |
| 1432 | Krzesyna               |
| 1433 | Crzeschyny, Crzessziny |
| 1434 | Krzessyny, Krzesschyny |
| 1475 | Krzeszyny              |
| 1510 | Crzeszyny              |
| 1585 | Krzessiny, Krzeszyny   |

W końcu utrzymała się nazwa Krzesiny.

## Obiekty
Przy ul. Krzesiny stoi zabytkowy kościół pw. Matki Boskiej Królowej Korony Polskiej, który przeniesiono tu w 1912 z terenu Wystawy Wschodnioniemieckiej, jako kościół ewangelicki dla kolonistów niemieckich. Do parafii należy też zabytkowy cmentarz przy ul. Jarosławskiej, na którym znajduje się pomnik poległych żołnierzy. Obok kościoła dawny dwór. Przy ul. Silniki jedno z najnowocześniejszych w Polsce lotnisk wojskowych - 31 Baza Lotnicza Poznań-Krzesiny, w czasie wojny fabryka produkująca samoloty FW190 TA. W 1944 zbombardowana nie została odbudowana. Po fabryce zachował się bunkier. Od listopada 2006 stacjonują polskie samoloty wielozadaniowe F-16. Niedaleko kościoła znajduje się Ochotnicza straż pożarna a nieopodal węzeł autostrady A2 Poznań Krzesiny (poprzednio nazywany Krzesiny). Znajduje się tam również ponadrejonowy Zespół Szkół Ogólnokształcących nr 2 im. Charlesa deGaulle'a, którego uczniowie pięciokrotnie zakwalifikowali się do eliminacji centralnych Olimpiady Języka Angielskiego (ostatnio w 2021). Przez Krzesiny przepływają dwie rzeczki Krzesinka i Świątnica. Na skrzyżowaniu ulic Jarosławskiej i Krzesiny stoi krzyż z 1988 ufundowany przez rodzinę Gajewskich z sąsiadami (prawdopodobnie zastąpił on starszy obiekt tego typu, stojący tu wcześniej). Wzdłuż ul. Krzesiny rozciąga się aleja lipowa z ponad 100-letnimi drzewami. Reszta dzielnicy to głównie zabudowa mieszkalno-rolnicza.
27 sierpnia 2016 na terenie bazy lotniczej odsłonięto pierwszy w Polsce pomnik generała Andrzeja Błasika, ofiary katastrofy smoleńskiej. Prezydent Andrzej Duda odsłonił także tablicę pamiątkową poświęconą pamięci Marii i Lecha Kaczyńskich oraz generała broni pilota Stanisława Targosza, który od 2005 do 2007 był dowódcą Sił Powietrznych i zmarł po ciężkiej chorobie w sierpniu 2013. W uroczystościach wziął też udział minister Antoni Macierewicz.

## Przyroda
W 2002 na kwiatach podagrycznika pospolitego (działki) znaleziono osobniki orszoła paskowanego.

## Komunikacja
Krzesiny obsługiwane są przez linie autobusowe MPK Poznań – 123, 154, 162, 196 i 220 oraz Kombus – 511 i 512. Znajduje się tu także przystanek osobowy Poznań Krzesiny na linii kolejowej nr 272 Kluczbork–Poznań Główny.

## Galeria zdjęć

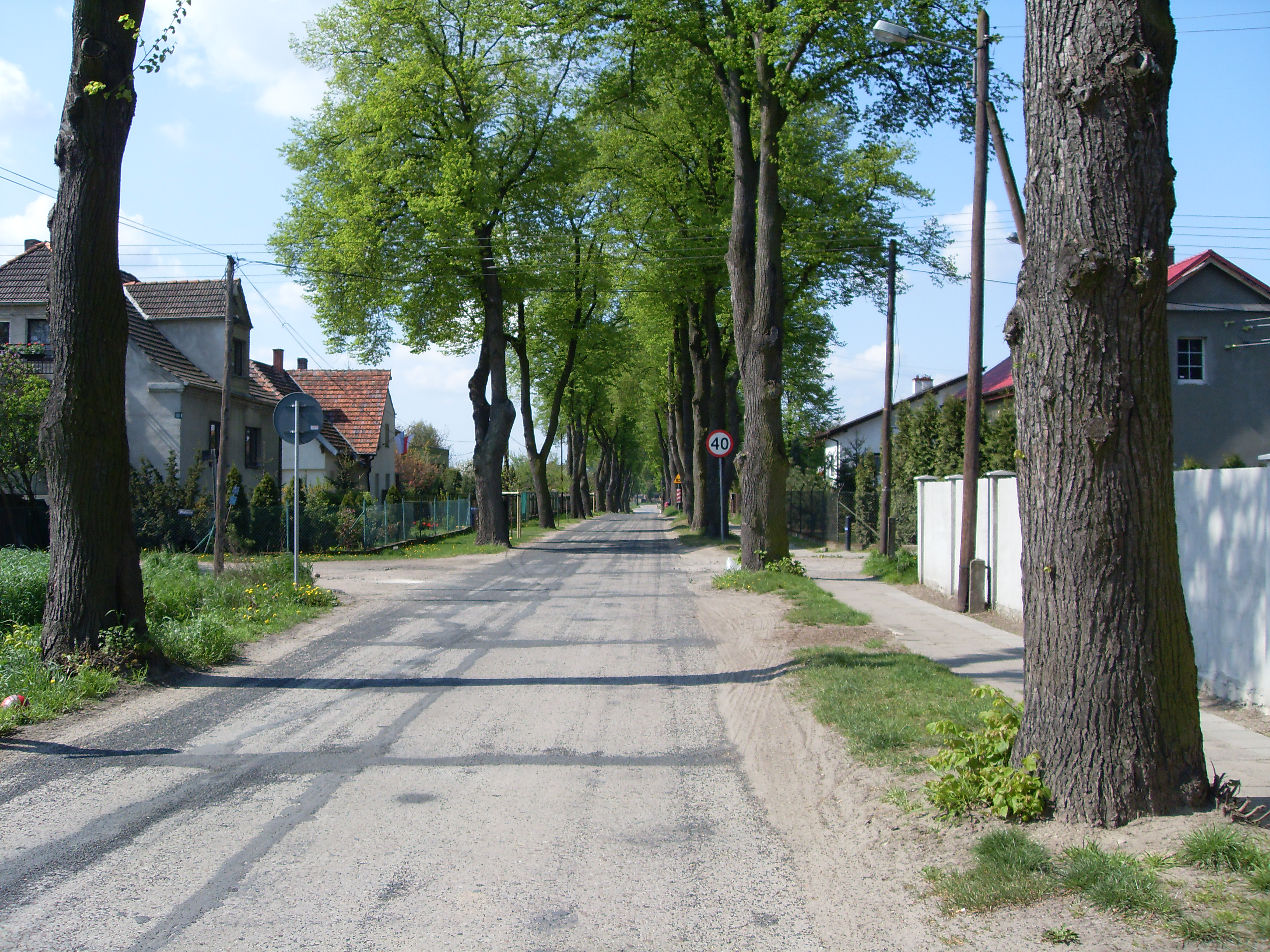
Aleja lipowa znajdująca się przy ul. Krzesiny
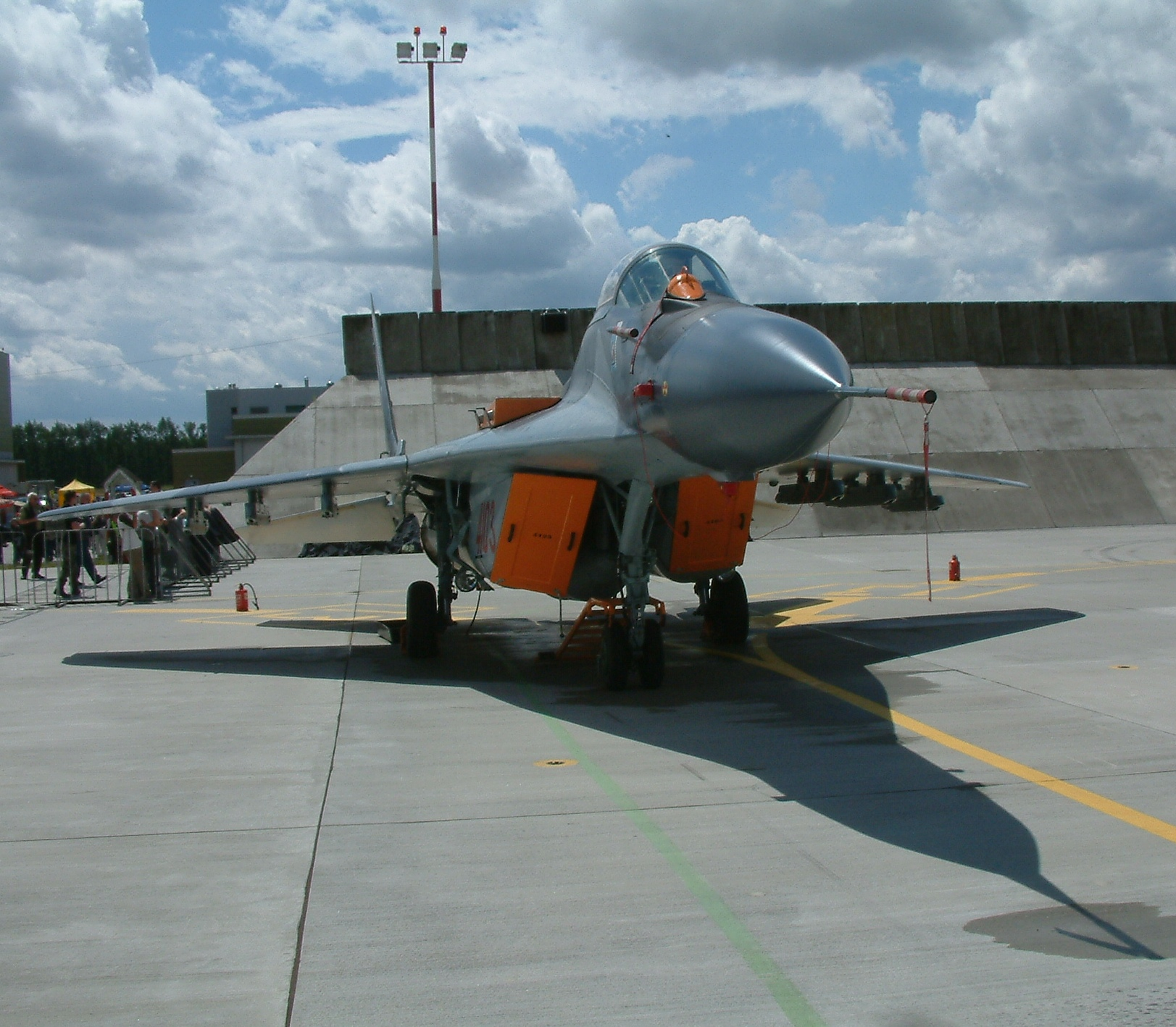
Zabudowania 31 Bazy Lotniczej
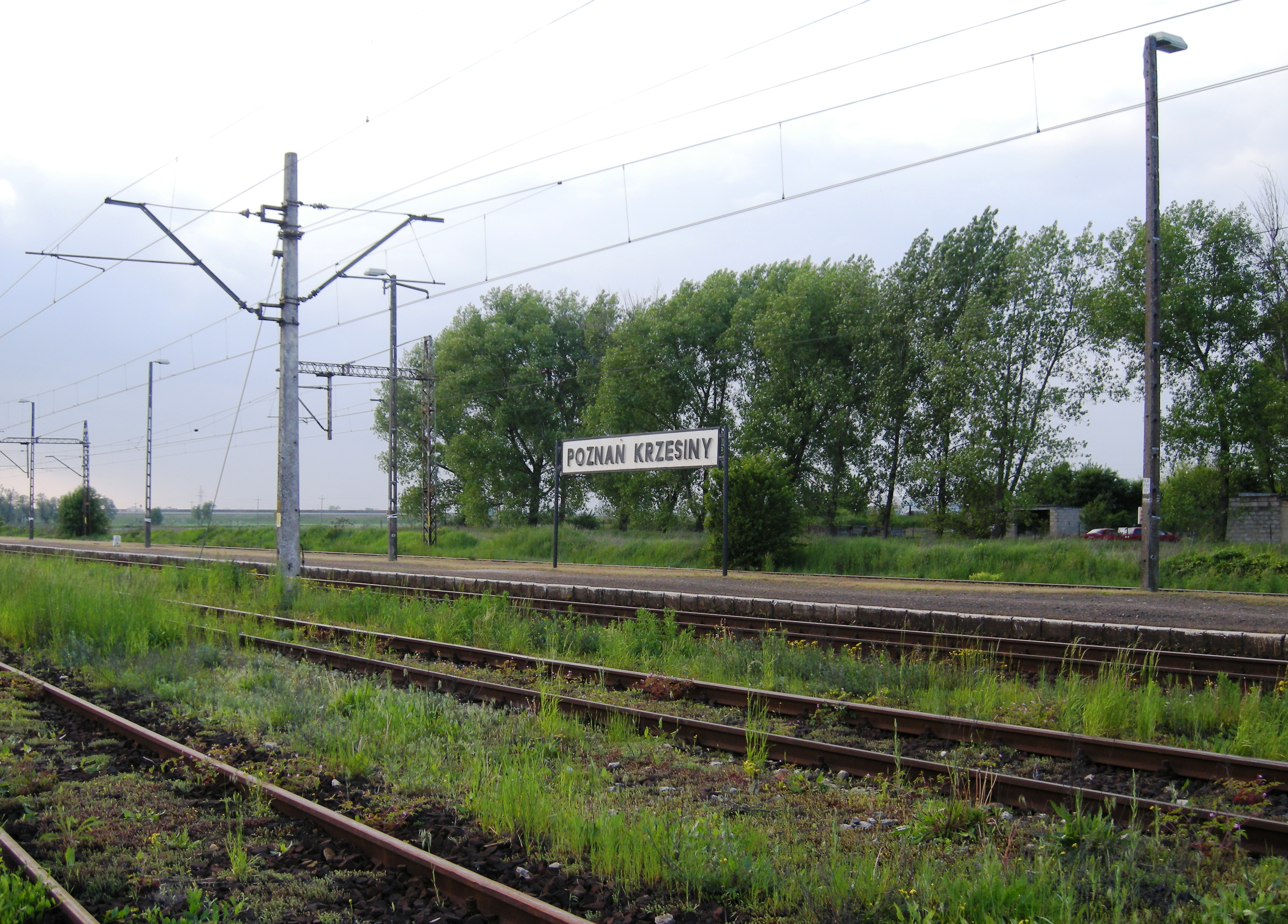
Przystanek kolejowy Poznań Krzesiny